# Список политических партий Барбадоса
В этой статье перечислен список политических партий Барбадоса.
Барбадос имеет двухпартийную систему. Это означает, что в государстве существуют две доминирующие политические партии и кому-либо чрезвычайно трудно добиться успеха на выборах под знаменем любой другой партии. Время от времени различные члены политических партий Барбадоса использовали возможность перейти в другую партию.

## Партии

### Крупнейшие
| Партия | Партия                                   | Аббр. | Лидер          | Политическая позиция | Идеология                                      | Мест в Сенате | Мест в Палате собраний |
| ------ | ---------------------------------------- | ----- | -------------- | -------------------- | ---------------------------------------------- | ------------- | ---------------------- |
|        | Барбадосская лейбористская партия        | BLP   | Миа Моттли     | Левоцентризм         | Социал-демократия Республиканизм               | 12 из 21      | 30 из 30               |
|        | Демократическая лейбористская партия     | DLP   | Верла де Пейса | Левоцентризм         | Социал-демократия Республиканизм               | 0 из 21       | 0 из 30                |
|        | Народная партия за демократию и развитие | PdP   | Джозеф Отерли  | Левоцентризм         | Христианская демократия Христианские социализм | 0 из 21       | 0 из 30                |

### Другие
- Партия за расширение прав и возможностей народа
- Движение Клемента Пэйна
- Панкарибский конгресс
- Свободная партия «Баджан»

### Ранее существовавшие
- Барбадосская национальная партия
- Национально-демократическая партия
- Народный политический альянс
- Народное прогрессивное движение
- Партия рабочих Барбадоса